# فضای لیمینال (زیبایی‌شناسی)

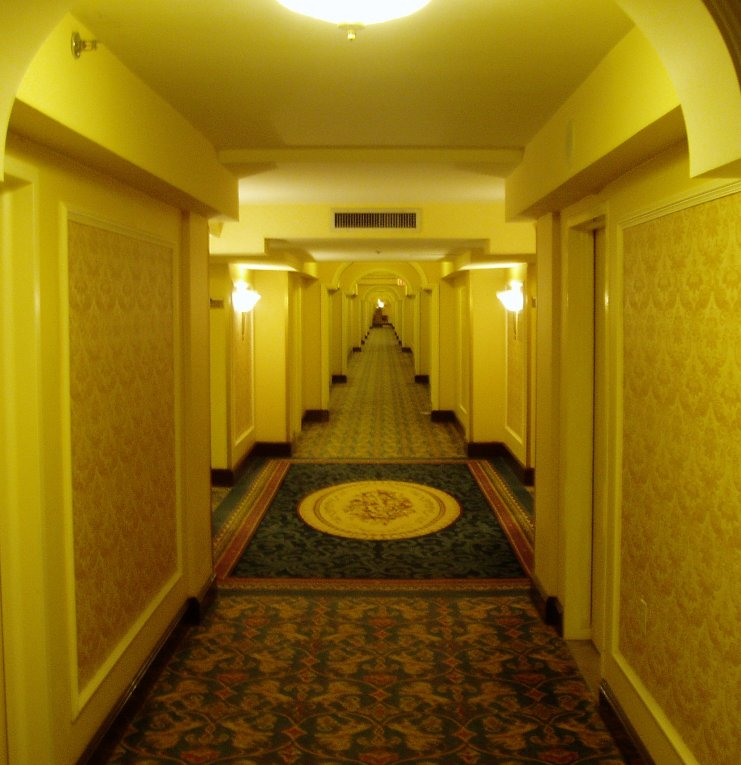
تصویری از یک راهرو خالی هتل، نمونه ای از فضای لیمینال

فضاهای لیمینال (به انگلیسی: Liminal Spaces) در زیبایی‌شناسی اینترنتی مکان‌های خالی یا متروک هستند که وهم‌آور و اغلب سورئال به نظر می‌رسند. فضاهای لیمینال معمولاً مکان‌هایی هستند که به مفهوم حد و مرز مربوط می‌شوند.
تحقیقات مجله روان‌شناسی محیطی نشان داده است که فضاهای لیمینال ممکن است ترسناک یا عجیب به نظر برسند زیرا در دره وهمی از معماری و مکان‌های فیزیکی قرار می‌گیرند. مقاله‌ای از نبض: مجله علم و فرهنگ این وهم‌آوری را به مکان‌های آشنا ولی فاقد چهره معمول نسبت داده است.
این زیبایی‌شناسی در سال ۲۰۱۹ و پس از انتشار پستی در ۴چن که فضایی محدود به نام اتاق‌های پشتی را به تصویر می‌کشد محبوبیت پیدا کرد. از آن زمان، تصاویر فضای لیمینال در سراسر اینترنت و از جمله در توییتر، ردیت و تیک‌تاک محبوب شده‌اند.

## مشخصات
به‌طور کلی، اصطلاح فضای لیمینال برای توصیف مکان یا وضعیت تغییر استفاده می‌شود. فضای لیمینال ممکن است فیزیکی (به عنوان مثال یک خانه) یا روانی (مثلاً دوره نوجوانی) باشد. تصاویر فضای لیمینال اغلب این حس «انزوا» را به تصویر می‌کشد و مکان‌هایی که اغلب مردم در آنها وجود دارند (مانند راه‌پله‌ها، جاده‌ها، راهروها یا هتل‌ها) را به‌طور نگران‌کننده‌ای خالی از مردم نشان می‌دهد. زیبایی‌شناسی لیمینال ممکن است حالات وهم آلود، سورئال، نوستالژی یا غمگینی را منتقل کند و پاسخ‌هایی از راحتی یا ناراحتی را برانگیزد.

## تاریخچه
تصاویری که فضاهای لیمینال را به تصویر می‌کشند در سال ۲۰۱۹ محبوبیت پیدا کردند، زمانی که یک کریپی‌پاستای کوتاه با منشأ ناشناخته در ۴چن پست شد و به محبوبیت رسید. این کریپی‌پاستا نمونه‌ای از یک فضای لیمینال را نشان می‌دهد که دارای راهرویی با فرش‌های زرد و کاغذ دیواری و با عنوانی که ادعا می‌کند با «خارج از محدوده در زندگی واقعی» و «می‌توان وارد اتاق‌های پشتی شد، سرزمینی خالی از راهروها با چیزی جز بوی تعفن فرش مرطوب قدیمی، دیوانگی رنگ تک زرد، سر و صدای بی‌پایان پس‌زمینه لامپ‌های فلورسنت با حداکثر وزوز، و تقریباً ششصد میلیون مایل مربع از اتاق‌های خالی که به‌طور تصادفی بخش‌بندی شده‌اند» است. اتاق‌های پشتی نیز به عنوان سکونتگاه موجودات فراطبیعی به تصویر کشیده شده‌اند.
تصاویر فضای لیمینال به زودی در سراسر اینترنت محبوبیت یافتند و تا نوامبر سال ۲۰۲۲، در ردیت زیرمجموعه‌ای به نام /r/LiminalSpace و با بیش از ۵۰۰٬۰۰۰ عضو وجود داشت و همچنین عکس‌های فضای لیمینالی که SpaceLiminalBot@ در توییتر ارسال می‌کرد، بیش از ۱٫۲ میلیون دنبال کننده داشت.